# Moldavija (pokrajina)
Moldavija (rumunjski jezik: Moldova, stariji naziv: Moldavska) je povijesno slavensko-romanska regija, nakon 14. stoljeća formirana kao romanizirana Kneževina sa sve većom rumunjskom populacijom. U 8. i 9. stoljeću, na još neimenovanom prostoru Moldavije koji obuhvaća prostor između Karpatske planine i južnog dijela rijeke Dnister, živjela su dva slavenska plemena: Tiverci na širem prostoru regije, i Bijeli Hrvati na krajnjem sjeverozapadu. Ova dva plemena iz istih krajeva bit će potisnuta prema ukrajinskim, rumunjskim i drugim prostorima provalom euroazijskih naroda nakon 9., 10. i 11. stoljeća. Nakon navale Mongola i pada Kijevske Rusi u 13. stoljeću, taj je prostor u većini naseljen rumunjskim stanovništvom koje će u sljedećem razdoblju formirati »Kneževinu Moldaviju«.

## Povijest i migracije stanovnika
Sudeći prema jeziku i uvjerenju, stanovnici Moldavije danas su najsličniji Rumunjima, ali povijesno gledajući taj su prostor naseljavali brojni slavenski stanovnici pa su današnji stanovnici kulturološki i fizionomijski dosta slični Istočnim Slavenima, posebno Ukrajincima. Prvi dokumenti koji se odnose na Rumunje koji su nastanjivali Moldaviju potječu iz 1164. godine, kada su neki Vlasi zarobili bizantskog cara Andronika I. Komnena na granici s Kneževinom Galicijom.
Godine 1353. Ludovik I. od Ugarske poslao je Dragoșa, kneza u Maramurešu, da uspostavi liniju obrane protiv mongolskih snaga Zlatne Horde na rijeci Siret. Ova ekspedicija rezultirala je stvaranjem vazalne države prema Mađarskoj, s gradom Baia kao njezinim središtem. Bogdan od Cuhea, još jedan vlaški vojvoda iz Maramureșa koji se posvađao s ugarskim kraljem, prešao je Karpate 1359., preuzeo kontrolu nad Moldavijom i uspio otrgnuti Moldaviju od mađarske kontrole. U tom su razdoblju mnogi Rumunji emigrirali iz Transilvanije u Moldaviju, a s njima i neki Mađari i Sasi. Njih je, zajedno sa Slavenima, u narednim stoljećima gotovo potpuno asimiliralo rumunjsko stanovništvo
Kneževina Moldavija pokrivala je cijelu geografsku regiju Moldavije. U raznim su razdobljima razna druga područja bila politički povezana s Moldavskom kneževinom. To je slučaj pokrajine Pokuttya, feuda Cetatea de Baltă i Ciceu (oba u Transilvaniji) ili, kasnije, područja između rijeka Dnjestar i Bug.
Pod Stjepanom Velikim, država je dosegla svoje najslavnije razdoblje. Stjepan je blokirao mađarske intervencije u bitci kod Baie, napao Vlašku 1471. i nosio se s osmanskim represalijama u velikoj pobjedi (bitka kod Vasluija 1475.); nakon što se osjetio ugroženim poljskim ambicijama, također je napao Galiciju i odupro se poljskoj invaziji u bitci kod Cosmin Forest (1497). Međutim, morao je 1484. Osmanlijama predati Chilia (danas Kiliia) i Cetatea Albă (sada Bilhorod-Dnistrovskyi), dvije glavne tvrđave u Budjaku, a 1498. morao je prihvatiti osmanlijsko vrhovništvo, kada je bio prisiljen pristaju da nastave plaćati danak sultanu Bajezidu II. Nakon zauzimanja Hotina i Pokutja, Stjepanova vladavina također je donijela kratko proširenje moldavske vlasti na Transilvaniju: Cetatea de Baltă i Ciceu postali su njegovi feudi 1489.

Tijekom kasnog 17. stoljeća, Moldavija je postala meta širenja Ruskog Carstva prema jugu, koje je inaugurirao Petar Veliki Rusko-turskim ratom 1710.-1711. Knez Dimitrie Cantemir stao je na Petrovu stranu u otvorenoj pobuni protiv Osmanlija, ali je poražen kod Stănileștija. Sultan Ahmed III službeno je odbacio priznavanje lokalnih izbora za prinčeve, nametnuvši umjesto toga sustav koji se oslanja isključivo na osmansko odobrenje: fanariotsku epohu, inauguriranu vladavinom Nikole Mavrocordata.
Godine 1775. Moldavija je od Habsburškog Carstva izgubila svoj sjeverozapadni dio, koji je postao poznat kao Bukovina. U to su vrijeme mnogi Ukrajinci, Nijemci i Židovi emigrirali u regiju.
Nakon brojnih sukoba između Rusa i Osmanlija, dio između rijeke Prut i Dnjestar, poznat kao Besarabija, osvojila je Rusija 1812. godine.
U 19. stoljeću Moldavija i Vlaška uspjele su pobjeći od turske i ruske dominacije, a 1859. Alexandru Ioan Cuza
izabran je za kneza obiju država, čime je nastala unija.
U narednom razdoblju Cuze je 1866. zamijenio Karlo od Hohenzollern-Sigmaringena, a 1881. stvorena je neovisna Kraljevina Rumunjska.
Između dva svjetska rata, kad je Rumunjska teritorijalno bila najveća te teritorijalno uključivala i regiju Moldaviju te Besarabiju (naziv prostora koji danas zauzima Republika Moldavija i manjim dijelom Ukrajina), tadašnji je SSSR osnovao na malom području Besarabije Sovjetsku Moldaviju iako su tu Moldavci činili manjinu. Nakon drugog svjetskog rata SSSR je okupirao susjedne dijelove tadašnje Rumunjske s ukrajinskom populacijom te proglasio državu Moldavska Sovjetska Socijalistička Republika odnosno Moldavija. U Republici Moldaviji danas postoji jaka frakcija za ujedinjenje s Rumunjskom, ali tome se protive brojna ukrajinska i ruska manjina kao i vladajući komunisti. Danas je posebno problematično pitanje Pridnjistrovlja.

## Zemljopisne karakteristike
S površinom nešto manjom od 40 000 kvadratnih km i s preko 15 % stanovništva Rumunjske, Moldavija je rumunjskim dijelom druga najvažnija regija u Rumunjskoj. Veliko bogatstvo Moldavije su šume (čine oko 20 % svih šuma u zemlji), rudnici mangana i bakra, ležišta nafte i soli te plodna zemlja (nanosi lesa i črnozjom). Moldavija nije industrijski razvijena: od industrije tu se nalazi ili se nalazila drvna industrija, industrija papira te brodogradnja. Poljoprivreda je najvažnija grana. Razvijeno je i ratarstvo i stočarstvo.
U reljefu Moldavije prevladavaju nizinska i nizinsko-brdska područja. Velikih i visokih planina nema.
Klima ima izražene amplitude. U siječnju je prosječna temperatura od –3 do –5°C. Srpanjske teperature kreću se od svježih 17 do toplih 23°C. Padalina je malo, uglavnom oko 500 mm, a u nekim područjima i manje.
Najveći i najznačajniji gradovi su: Iași, Galați i Bacău. Od ostalih gradova značajni su: Suceava, Botoșani, Piatra Neamţ, Birlad, Oneuti, Tecuci i dr.

## Vanjske poveznice
- (engl.) Where did the name Moldova come from? (prijevod naslova: Odakle je došlo ime Moldavija?  Arhivirana inačica izvorne stranice od 27. siječnja 2010. (Wayback Machine)
- Localization - Moldova - Romania.